# Würzweiler
Würzweiler är en kommun och ort i Donnersbergkreis i förbundslandet Rheinland-Pfalz i Tyskland.
Kommunen ingår i kommunalförbundet Verbandsgemeinde Nordpfälzer Land tillsammans med ytterligare 35 kommuner.